# Patrick Bernardini
Patrick Bernardini (Ajaccio, 18 juni 1963) is een Frans voormalig rallyrijder, afkomstig uit Corsica.

## Carrière
Patrick Bernardini maakte in 1982 zijn debuut in de rallysport. Als lokale rijder nam hij al snel deel aan de Rally van Corsica, wat toentertijd de Franse ronde van het Wereldkampioenschap rally was. Bernardini boekte daarin een aantal opmerkelijke resultaten met een Groep N BMW 3-serie, waaronder een tiende plaats (en daarmee een WK-kampioenschapspunt) tijdens de 1985 editie van het evenement. In 1991 eindigde hij tijdens deze rally als zevende, dit keer achter het stuur van een BMW M3. Bernardini stapte later over naar een Ford Escort RS Cosworth, waarmee hij het Frans rallykampioenschap op zijn naam schreef in 1994 en 1995.
Bernardini won met deze auto de Rally van Monte Carlo in 1996, die op dat moment enkel meegerekend werd als een ronde van het Formule 2 wereldkampioenschap, en dus niet een volwaardige WK-rally was. Desalniettemin was dit onbetwist zijn grootste resultaat uit zijn carrière. Hij breidde zijn seizoen in het WK nog uit met meerdere deelnames dat jaar, waarin hij in alle gevallen ook een top tien resultaat af dwong.
Bernardini stopte daarna zijn actieve loopbaan als rallyrijder. In 2008 en 2009 kroop hij weer eens achter het stuur van een BMW 3-serie, met in beide jaren deelnames aan de Rallye du Var.

## Complete resultaten in het Wereldkampioenschap rally

### Overzicht van deelnames
| Seizoen | Inschrijving        | Auto                       | 1      | 2   | 3   | 4      | 5      | 6     | 7     | 8   | 9     | 10  | 11  | 12     | 13    | 14  | Pos. | Punten |
| ------- | ------------------- | -------------------------- | ------ | --- | --- | ------ | ------ | ----- | ----- | --- | ----- | --- | --- | ------ | ----- | --- | ---- | ------ |
| 1983    | Patrick Bernardini  | BMW 323i                   | MON    | ZWE | POR | KEN    | FRA NF | GRI   | NZL   | ARG | FIN   | ITA | IVK | GBR    |       |     | -    | 0      |
| 1984    | Patrick Bernardini  | BMW 323i                   | MON    | ZWE | POR | KEN    | FRA NF | GRI   | NZL   | ARG | FIN   | ITA | IVK | GBR    |       |     | -    | 0      |
| 1985    | Patrick Bernardini  | BMW 323i                   | MON    | ZWE | POR | KEN    | FRA 10 | GRI   | NZL   | ARG | FIN   | ITA | IVK | GBR    |       |     | 69   | 1      |
| 1986    | Patrick Bernardini  | BMW 325i                   | MON    | ZWE | POR | KEN    | FRA 11 | GRI   | NZL   | ARG | FIN   | IVK | ITA | GBR    | VST   |     | -    | 0      |
| 1987    | Patrick Bernardini  | BMW M3                     | MON    | ZWE | POR | KEN    | FRA NF | GRI   | VST   | NZL | ARG   | FIN | IVK | ITA    | GBR   |     | -    | 0      |
| 1988    | Patrick Bernardini  | BMW 325i                   | MON    | ZWE | POR | KEN    | FRA NF | GRI   | VST   | NZL | ARG   | FIN | IVK | ITA    | GBR   |     | -    | 0      |
| 1989    | Patrick Bernardini  | BMW M3                     | ZWE    | MON | POR | KEN    | FRA NF | GRI   | NZL   | ARG | FIN   | AUS | ITA | IVK    | GBR   |     | -    | 0      |
| 1990    | Patrick Bernardini  | Lancia Delta Integrale 16V | MON NF | POR | KEN |        |        |       |       |     |       |     |     |        |       |     | -    | 0      |
| 1990    | Patrick Bernardini  | Lancia Delta Integrale     |        |     |     | FRA NF | GRI    | NZL   | ARG   | FIN | AUS   | ITA | IVK | GBR    |       |     | -    | 0      |
| 1991    | Patrick Bernardini  | BMW M3                     | MON    | ZWE | POR | KEN    | FRA 7  | GRI   | NZL   | ARG | FIN   | AUS | ITA | IVK    | SPA   | GBR | 40   | 4      |
| 1992    | Patrick Bernardini  | BMW M3                     | MON    | ZWE | POR | KEN    | FRA NF | GRI   | NZL   | ARG | FIN   | AUS | ITA | SPA    | IVK   | GBR | -    | 0      |
| 1994    | Yacco               | Ford Escort RS Cosworth    | MON    | ZWE | POR | KEN    | FRA 7  | GRI   | ARG   | NZL | FIN   | AUS | ITA | SPA    | GBR   |     | 31   | 4      |
| 1995    | R.A.S. Ford         | Ford Escort RS Cosworth    | MON    | ZWE | POR | KEN    | FRA 7  | GRI   | NZL   | ARG | FIN   | AUS | ITA | SPA    | GBR   |     | 14   | 4      |
| 1996    | Alliance Yacco Ford | Ford Escort RS Cosworth    | MON 1  | ZWE | POR | KEN    | IDN    | FRA 5 |       |     |       |     |     |        |       |     | 16   | 11     |
| 1996    | Yacco R.A.S. Ford   | Ford Escort RS Cosworth    |        |     |     |        |        |       | GRI 9 | NZL | ARG 9 | FIN | AUS |        |       |     | 16   | 11     |
| 1996    | Société Yacco       | Ford Escort RS Cosworth    |        |     |     |        |        |       |       |     |       |     |     | ITA 10 | SPA 6 | GBR | 16   | 11     |

## Internationale overwinningen
| Seizoen | Rally                                  | Navigator       | Auto                    |
| ------- | -------------------------------------- | --------------- | ----------------------- |
| 1996    | 64ème Rallye Automobile de Monte-Carlo | Bernard Occelli | Ford Escort RS Cosworth |